# Nicastro (cognome)
Nicastro è un cognome di lingua italiana.

## Varianti
Il cognome non presenta varianti.

## Origine e diffusione
Cognome tipicamente calabrese, è presente anche in Sicilia.
Potrebbe derivare dal toponimo Nicastro ed essere quindi affine al cognome Castro.

## Persone
- Francesco Nicastro (1991) – calciatore italiano
- Franco Nicastro (1930) – giornalista e saggista italiano
- Gustavo Nicastro (1869-1940) – militare e politico italiano